# Joseph Burney Trapp
Joseph Burney Trapp (* 16. Juli 1925 in Carterton bei Wellington; † 14. Juli 2005 in London) war ein englischer Bibliothekar, Historiker und Literaturwissenschaftler neuseeländischer Herkunft. Er war Direktor des Warburg Institute und Professor für „History of the Classical Tradition“ an der Universität London von 1976 bis 1990.

## Biographie
J. B. Trapp studierte am Victoria College in Wellington (Neuseeland) und schloss 1947 mit dem Magistergrad ab. 1951 übersiedelte er nach England, wo er zunächst an der Universität Reading tätig war und ab 1953 am Warburg Institute der Universität London, erst als assistant librarian (1953–1966), dann als leitender Bibliothekar (1966–1976), schließlich folgte er Ernst Gombrich auf dem Posten des Institutsdirektors (1976–1990). Gleichzeitig fungierte er als Professor für History of the Classical Tradition an der Universität London. 1980 wurde er zum Mitglied der British Academy ernannt. Die Arbeitsschwerpunkte von J. B. Trapp lagen vor allem auf der englischen und italienischen Renaissance. Er hat unter anderem zu Thomas More, Francesco Petrarca sowie zur Buchgeschichte publiziert.

## Werke
- Essays on the Renaissance and the Classical Tradition. Aldershot 1990 (Variorum Collected Studies series 323), ISBN 0-86078-272-7
- Studies of Petrarch and His Influence. Pindar Press, London 2003, ISBN 1-899828-71-0